# Donji Trpuci
Donji Trpuci (1900-ig Cuceki) falu Zágráb közigazgatási területén Horvátországban, a főváros déli részén. Ma Zágráb Brezovica városnegyedéhez tartozik.

## Fekvése
Zágráb városközpontjától 18 km-re délre, a Szávától délre elterülő Zágrábi-mező és a Vukomerići-dombság találkozásánál, a Lipnica jobb oldali mellékvize a Suha Lipnica partján, Donji Dragonožec és Gornji Trpuci között fekszik. 

## Története
A település már a 18. században létezett. Az első katonai felmérés térképén „Czuczeki oder Terpuczi” néven található. Lipszky János 1808-ban Budán kiadott repertóriumában „Czuczekovo” néven szerepel. Nagy Lajos 1829-ben kiadott művében „Czuzeki vel Czuczekovo” néven 18 házzal és 166 katolikus lakossal találjuk. 
1857-ben 158, 1910-ben 299 lakosa volt. Zágráb vármegye Szamobori járásához tartozott. 1941 és 1945 között a Független Horvát Állam része volt, majd a szocialista Jugoszlávia fennhatósága alá került. 1991-től a független Horvátország része. 1991-ben lakosságának 99%-a horvát nemzetiségű volt. 2011-ben 428 lakosa volt.

## Népessége
| Lakosság változása | Lakosság változása | Lakosság változása | Lakosság változása | Lakosság változása | Lakosság változása | Lakosság változása | Lakosság változása | Lakosság változása | Lakosság változása | Lakosság változása | Lakosság változása | Lakosság változása | Lakosság változása | Lakosság változása | Lakosság változása |
| ------------------ | ------------------ | ------------------ | ------------------ | ------------------ | ------------------ | ------------------ | ------------------ | ------------------ | ------------------ | ------------------ | ------------------ | ------------------ | ------------------ | ------------------ | ------------------ |
| 1857               | 1869               | 1880               | 1890               | 1900               | 1910               | 1921               | 1931               | 1948               | 1953               | 1961               | 1971               | 1981               | 1991               | 2001               | 2011               |
| 158                | 174                | 205                | 234                | 267                | 299                | 314                | 339                | 330                | 320                | 274                | 272                | 282                | 293                | 381                | 428                |

## Nevezetességei
Védett kulturális értékei a Trpučanska cesta 42. és 73. szám alatti népi építésű faházak.
A 42. számú lakóház 1897-ben épült, kétszobás épület, konyhával és bejárati tornáccal. A 20. század húszas éveiben került a mia tulajdonos családjához. A keskenyebb, oromzatos homlokzat felső gerendájára az építési évszámot vésték. A ház nagyon alacsony, kőből rakott alapra épült, vízszintesen egymásra rakott, kézzel fűrészelt fagerendákból és deszkákból építették fel, amelyek egymáshoz illesztve egy egyenes vonalú sarkot alkotnak. A belső térben teljes mértékben megmaradt az eredeti födémszerkezet.
A 72. számú ház egy kisebb méretű fa lakóépület, melynek földszintjét Lacko Ivšan építette 1923-ban kétszobás épületként. A keskenyebb, oromzatos nyugati homlokzat felső gerendájára az építés évszáma van ráírva. Az épület téglalap alaprajzából kiugró bejárati, fedett verandát Valent Ivšan tervezte. A ház alapja nagyon alacsony, kőből épült. A ház vízszintesen egymásra rakott, fűrészelt fagerendákból és deszkákból épült, amelyek úgy vannak összekötve, hogy egyenes vonalú sarkot képezzenek. Belül a ház falai mésszel meszeltek. A ház teljesen megőrizte az eredeti födémszerkezetet.